# NHK 후쿠시마 방송국
NHK 후쿠시마 방송국(福島 放送局)은 후쿠시마현을 방송구역으로 하는 NHK의 지역방송국이며 중파·FM라디오·텔레비전 방송을 담당하고 있다.

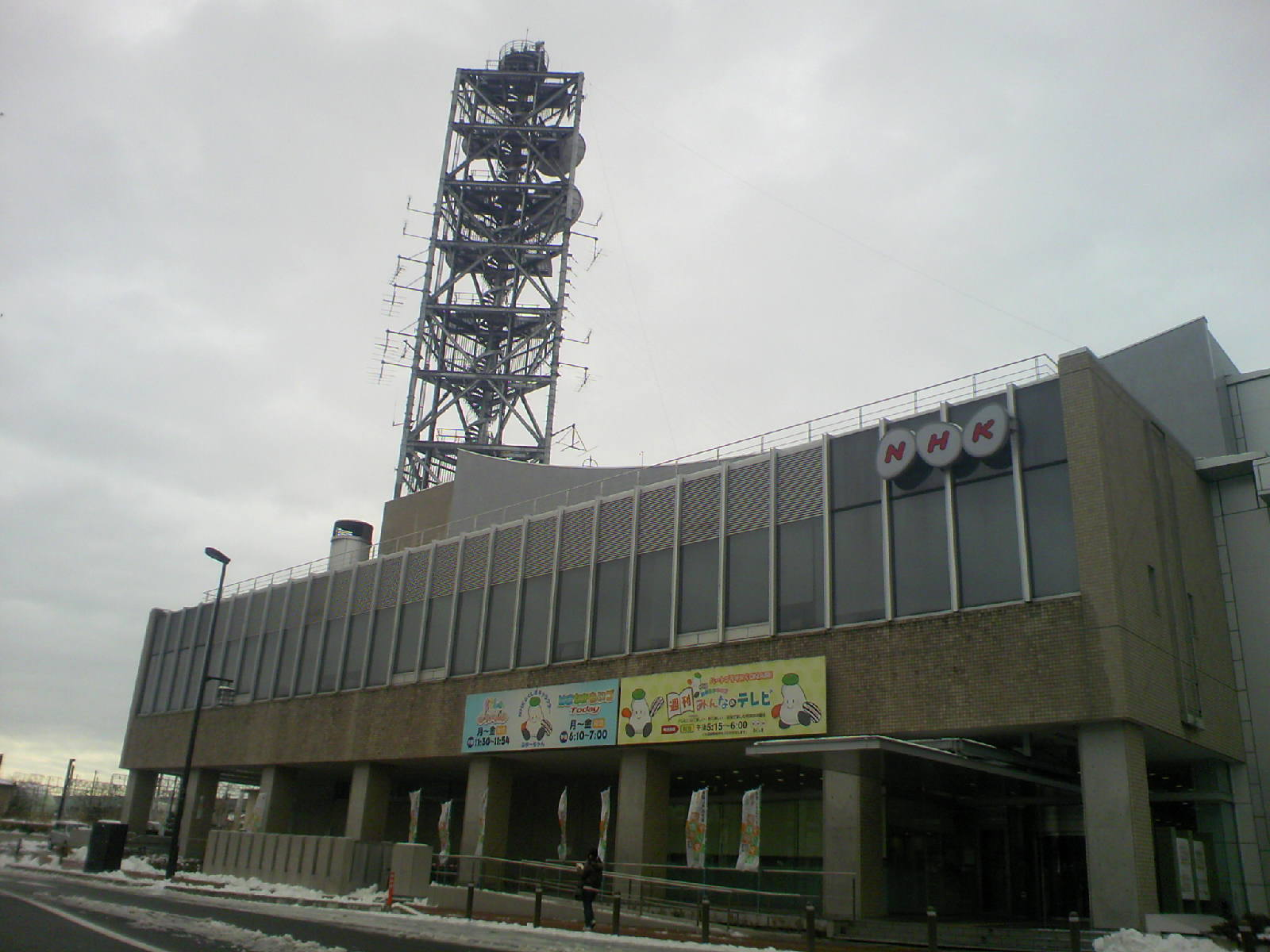
NHK 후쿠시마 방송국

## 연혁
- 1941년 2월 12일 후쿠시마 방송국(같은 날 고리야마 방송국 개국)
- 1959년 4월 1일 종합 텔레비전 방송국 개국
- 1960년 11월 교육 텔레비전 방송국 개국
- 1965년 9월 종합 텔레비전 컬러방송 개시
- 1966년 3월 교육 텔레비전 컬러방송 개시
- 1971년 12월 종합 텔레비전 완전 컬러방송 실시
- 1984년 8월 음성다중방송 실시
- 1985년 9월 긴급경보방송 개시
- 1991년 3월 교육 텔레비전 음성다중방송 개시
- 2005년 12월 지상파 디지털 텔레비전 방송 개시
- 2012년 3월 31일 지상파 아날로그 텔레비전 방송 종료

## 채널·주파수

### 텔레비전 방송
- 종합 텔레비전 후쿠시마본국 15ch(JOFP-DTV)
- 교육 텔레비전 후쿠시마본국 14ch(JOFD-DTV)

### 라디오 방송
- 라디오 제1방송(콜사인:JOFP)
  - 후쿠시마 방송국:1323kHz
  - 아이즈와카마쓰 중계국:1161kHz
  - 타다미 중계국:1584kHz
  - 다지마 중계국:1341kHz
  - 니시아이즈 중계국:1368kHz
  - 하라마치 중계국:1026kHz
  - 후타바 중계국:1161kHz

- 라디오 제2방송(콜사인:JOFD)
  - 후쿠시마 방송국:1602kHz
  - 아이즈와카마쓰 중계국:1539kHz
  - 타다미 중계국:1359kHz
  - 다지마 중계국:1602kHz

- FM방송(콜사인:JOFP-FM)
  - 후쿠시마 방송국:85.3MHz
  - 아이즈와카마쓰 중계국:85.9MHz
  - 하라마치 중계국:83.3MHz
  - 시라가와 중계국:84.3MHz
  - 나고소 중계국:83.6MHz

## 후쿠시마현에 있는 다른 텔레비전·라디오 방송국
- 후쿠시마 중앙 TV(FCT)(니혼 TV 계열)
- 후쿠시마 방송(KFB)(TV 아사히 계열)
- TV-U 후쿠시마(TUF)(도쿄 방송 계열)
- 후쿠시마 TV(FTV)(후지 TV 계열)
- 라디오 후쿠시마(RFC)(JRN·NRN 계열)
- FM후쿠시마(JFN 계열)